# Gerard Presencer

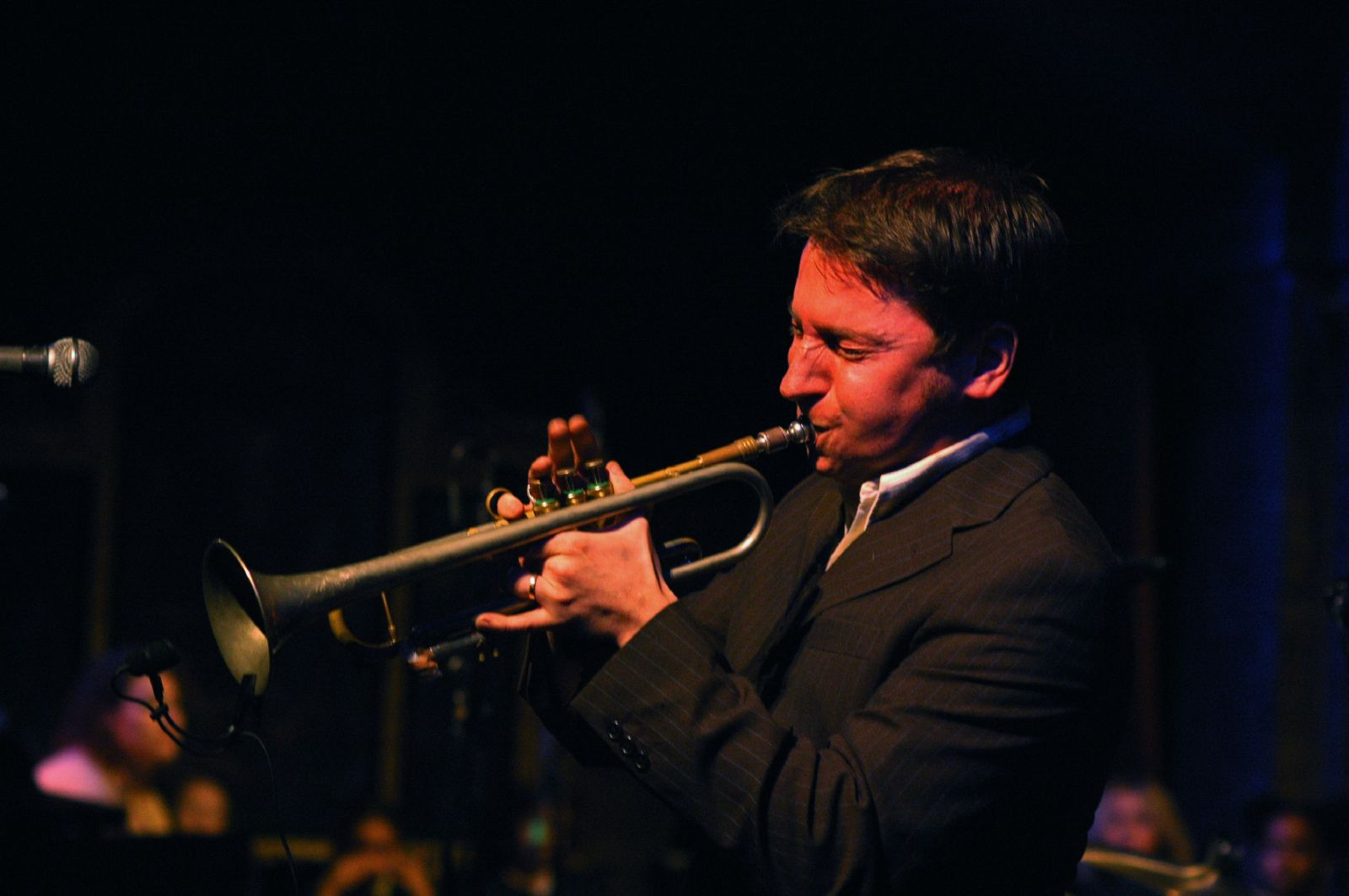
Gerard Presencer

Gerard Presencer (* 12. September 1972 in Watford, Hertfordshire, England) ist ein britischer Trompeter und Flügelhornist des Modern Jazz, der als Solist auch in der Popmusik hervorgetreten ist. Friedel Keim zufolge gilt er „als eines der größten Talente der 1990er Jahre“.

## Leben und Wirken
Presencer war ein musikalisches Wunderkind; obgleich er sich der Trompete erst mit neun Jahren zuwandte, wurde er bereits mit elf Jahren das – bisher jüngste – Mitglied des National Youth Jazz Orchestra, in dem er fast fünf Jahre ausgebildet wurde. Dann spielte er in der Band von Clark Tracey, im Pizza Expres Modern Jazz Sextett und in den Gruppen von Stan Tracey. In der Folge arbeitete er mit Peter King, John Dankworth, Julian Joseph, Ronnie Scott, Cleo Laine, Tim Garland und Jason Rebello sowie mit internationalen Musikern wie Johnny Griffin, Phil Woods, Joe Sample, Niels-Henning Ørsted Pedersen, Roy Hargrove, Red Rodney, Herbie Hancock, Chick Corea und Bob Berg. Als Solist war er 1993 auch auf Us3s Cantaloop (Blue Notes meist verkauftem Stück) beteiligt. Er legte vier Alben unter eigenem Namen vor. Ab 1991 war er Mitglied des Tentetts von Charlie Watts, mit dem er vier Alben eingespielt hat.
Seit 2010 ist Presencerer Mitglied der DR Big Band und lebt in Kopenhagen. Als Studiomusiker nahm er auch mit Sting, Jamiroquai, Zero 7, James Brown, Ray Charles, Robbie Williams, Kylie Minogue, Joni Mitchell, The Spice Girls, Paul Weller, Tina Turner, Incognito, Kula Shaker, und den Pet Shop Boys auf. Er komponiert auch für die Filmindustrie.
Presencer ist weiterhin als Jazzpädadagoge aktiv und lehrte an der Guildhall School of Music, dem Leeds College of Music, der Thames Valley University und der Trinity School of Music. 1999 wurde er als Professor für Trompete an die Hochschule für Musik „Hanns Eisler“ Berlin berufen. Weiterhin war er von 1999 bis 2010 der Leiter der Jazzabteilung der Royal Academy of Music.

## Preise und Auszeichnungen
Presencer wurde für seine musikalischen Leistungen als bester Trompeter bei den BT Jazz Awards vier Mal, zuletzt 2002, ausgezeichnet.

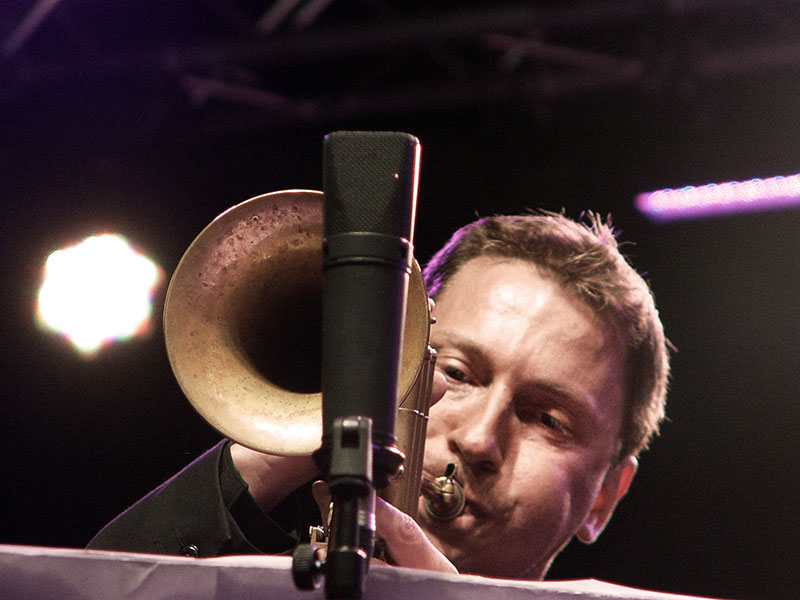
Gerard Presencer (2016)

## Diskographische Hinweise
- Platypus (Linn, 1998)
- The Optimist (Linn, 2000)
- Chasing Reality (ACT, 2002; mit Geoffrey Keezer, Tommy Wadlow, Joe Locke, Adam Goldsmith, John Parricelli, Jeremy Brown, Chris Dagley)
- Gerard Presencer, Danish Radio Big Band: Groove Travels (Edition 2016)

## Lexigraphische Einträge
- Ian Carr, Digby Fairweather, Brian Priestley: Jazz: The Rough Guide. ISBN 1-85828-528-3.
- John Chilton, Who’s Who in British Jazz London 2005; ISBN 978-0826472342.